# لازار ژیانسی
لازار ژیانسی (فرانسوی: Lazare Gianessi‎; ۹ نوامبر ۱۹۲۵ – ۱۱ اوت ۲۰۰۹) بازیکن فوتبال اهل فرانسه بود.
از باشگاه‌هایی که در آن بازی کرده‌است می‌توان به باشگاه فوتبال لانس، و باشگاه فوتبال موناکو، باشگاه فوتبال لانس، و باشگاه فوتبال لانس، اشاره کرد.
وی همچنین در تیم ملی فوتبال فرانسه بازی کرده‌است.